# Christopher Wren
Sir Christopher Wren   (East Knoyle, 20 d'octubre de 1632 (Julià) - Londres, 25 de febrer de 1723 (Julià)) va ser un científic i arquitecte del segle xvii, famós pels seus treballs de reconstrucció de les esglésies de Londres després del gran incendi de 1666. Va ser membre de la Royal Society.
Wren és conegut pel seu disseny de la Catedral de Saint Paul, una de les poques catedrals d'Anglaterra edificades després de l'època medieval i l'única d'estil renaixentista de tot el país. Es va inspirar a la Basílica de Sant Pere de Roma per al disseny i, encara que Wren es va trobar amb una forta oposició, aconseguí dotar Londres i a Anglaterra d'un dels seus edificis més bells.

## Biografia
Nascut a Wiltshire, Wren era el fill del diaca de Windsor, un càrrec reial que va causar privacions a la família durant l'època de la Commonwealth (1649 - 1660). De nen va conèixer al jove príncep Carles, que més tard es va convertir en el rei que va emprar a Wren com arquitecte. Va estudiar al Westminster School i al Trinity College d'Oxford. El 1657 es va convertir en professor d'astronomia, primer a Gresham College i més tard a Oxford, càrrec del qual va dimitir el 1673. Va ser reconegut com un científic brillant fins i tot per Isaac Newton, qui no tenia costum d'elogiar els altres. Wren va ser també membre fundador de la Royal Society de la qual fou president entre 1680 i 1682.
El seu primer projecte arquitectònic va ser el Teatre Sheldonian, que encara es pot veure a Oxford; també va dissenyar altres edificis universitaris, tant a Oxford com a Cambridge, incloent-hi les capelles del Pembroke College i de l'Emmanuel College.
Després del gran incendi de Londres va ser escollit per ser l'arquitecte de Sant Pau, ja que l'anterior edifici havia quedat destruït. El disseny i la construcció de la nova catedral començaren el 1675 i no es van acabar fins a 1710; durant aquest temps, Wren, al costat dels seus associats, va dissenyar nombrosos edificis, incloent-hi 51 esglésies per a substituir les 87 destruïdes. A més, també va col·laborar al disseny del Monument al Gran Incendi de Londres, l'Observatori Reial de Greenwich, l'Hospital de Chelsea, l'Hospital de Greenwich, Marlborough House i molts altres edificis destacats.
Christopher Wren va ser nomenat cavaller el 1673 i va servir com a membre del Parlament el 1685-1688 i 1702-1705. Va ser l'últim Gran Mestre Masó de la vella francmaçoneria operativa d'Anglaterra, va abandonar el seu càrrec el 1702. Quinze anys després els pastors protestants Anderson i Desaguliers fundarien l'actual maçoneria especulativa a la nova Gran Lògia d'Anglaterra el 1717.
Està enterrat a la catedral de Saint Paul amb l'epitafi: Lector, si monumentum requiris, circumspice

## Carrera arquitectònica
Wren va ser un home de ciència destacat en el punt àlgid de la Revolució Científica. La revolució científica semblava prometre una fusió de la ciència de la mecànica i l'art de la construcció. A Dues noves ciències de Galileo Galilei, la primera ciència no és la dinàmica, per a la qual el llibre és ara més conegut, sinó la força dels materials, que Galileu havia reconegut 30 anys abans com una ciència molt necessària per fer màquines i edificis de tota mena. L'any 1624 Henry Wotton, l'ambaixador britànic a Venècia, va publicar un llibre sobre arquitectura on analitzava de manera rudimentària l'estructura d'un arc de pedra. A més, al segle xvii, van ser persones que ara s'anomenarien científics les que van rebre els encàrrecs de dissenyar i construir estructures monumentals. A Torí, Guarino Guarini, un matemàtic, va idear els plànols d'edificis tan celebrats com l’Església Reial de Sant Llorenç, la Capella del Sant Sudari i el Palau Carignano. A París, Claude Perrault, metge i anatomista, va dissenyar la façana del Louvre i l'observatori de l'Académie Française. A Londres, van ser Wren i Hooke els qui van col·laborar com a arquitecte en cap i aparellador de la ciutat després que la ciutat fos devastada pel Gran Incendi de 1666.
El 1661, pocs mesos després d'haver assumit el seu càrrec a Oxford, Wren va ser convidat per Carles II a supervisar la construcció de noves defenses del port a Tànger, llavors recentment sota control britànic. Wren finalment es va excusar de l'oferta del rei. Les cartes datades a finals de 1661 assenyalen que, a més del projecte de Tànger, Carles II també havia demanat a Wren per a la consulta pel que fa a les reparacions de l'antiga catedral de Sant Pau, la reconstrucció de la qual seria finalment l'obra magna de l'arquitecte. Parlant de la transició vocacional de Wren d'acadèmic a enginyer arquitecte, el biògraf Adrian Tinniswood escriu l'ús de matemàtics en la fortificació militar no era inusual... Potser Wren també tenia experiència en el negoci de la fortificació, més del que sabem.

### Primers treballs arquitectònics
La primera incursió coneguda de Wren en l'arquitectura va arribar després que el seu oncle, Matthew Wren, bisbe d'Ely, s'oferís a finançar una nova capella per al Pembroke College de Cambridge. Matthew va encarregar el disseny al seu nebot, trobant que Christopher, sense experiència arquitectònica, era alhora ideològicament simpàtic i estilísticament deferent. Wren va produir el seu disseny a l'hivern de 1662 o 1663 i la capella es va completar el 1665.
El segon treball col·legiat de Wren va seguir poc després, quan va rebre l'encàrrec de dissenyar el New Theatre d'Oxford, finançat per Gilbert Sheldon. El seu disseny per a l'estructura va tenir una recepció tèbia a negativa, fins i tot els defensors de Wren van admetre que el jove arquitecte encara no havia estat capaç de gestionar una gran composició arquitectònica amb seguretat.. Abans de la finalització del teatre el 1669, Wren havia rebut més encàrrecs per al Garden Quadrangle al Trinity College, Oxford, i la capella de l’Emmanuel College, Cambridge.
Wren va marxar a París el juliol de 1665 en el seu primer i únic viatge a l'estranger. A França, l'arquitecte es va trobar amb un entorn arquitectònic més lligat als ideals del Renaixement italià. Wren també va conèixer Gian Lorenzo Bernini, que va ser àmpliament reconegut pels contemporanis com l'artista més gran del segle. Tot i que la influència concreta de Bernini en els dissenys de Wren es va transmetre a través de plànols i gravats publicats, la trobada segurament va afectar l'arquitecte incipient i la seva trajectòria vocacional.

### Catedral de St Paul
La catedral de St Paul de Londres sempre ha estat el punt culminant de la reputació de Wren. La seva associació abasta tota la seva carrera arquitectònica, inclosos els 36 anys entre l'inici del nou edifici i la declaració pel parlament de la seva finalització el 1711. Les cartes documenten la participació de Wren a St Paul ja l'any 1661, quan Carles II el va consultar sobre reparacions a l'estructura medieval. La primavera de 1666, va fer el seu primer disseny per a una cúpula per a St Paul. Va ser acceptat en principi el 27 d'agost de 1666. Una setmana més tard, però, el Gran Incendi de Londres va reduir dos terços de la ciutat a un desert fumejant i l'antic St Paul a la ruïna. El més probable és que Wren fos a Oxford en aquell moment, però la notícia, tan fantàsticament rellevant per al seu futur, el va atraure immediatament a Londres. Entre el 5 i l'11 de setembre, va constatar la zona precisa de devastació, va elaborar un pla de reconstrucció de la Ciutat i el va sotmetre a Carles II. Altres també van presentar plans. No obstant això, cap nou pla va procedir més enllà del paper en què es va dibuixar. L'any 1666 es va aprovar una Llei de reconstrucció de Londres que preveia la reconstrucció d'uns quants edificis essencials. El 1669, el King's Surveyor of Works va morir i Wren es va instal·lar ràpidament.
No va ser fins al 1670 que el ritme de la reconstrucció va començar a accelerar-se. Aquest any es va aprovar una segona llei de reconstrucció, augmentant l'impost sobre el carbó i proporcionant així una font de fons per a la reconstrucció de les esglésies destruïdes a la La City. Wren va presentar el seu First Model inicial per a St Paul's. Aquest pla va ser acceptat i es va iniciar l'enderrocament de l'antiga catedral. El 1672, però, aquest disseny semblava massa modest, i Wren va fer un disseny d'una grandiositat espectacular. Aquest disseny modificat, anomenat Gran Model, va ser acceptat pel rei i la construcció va començar el novembre de 1673. No obstant això, aquest disseny no va satisfer el capítol i l'opinió clerical en general; a més, tenia un inconvenient econòmic. Wren es va limitar a una forma de catedral desitjada pel clergat. El 1674 va produir l'escàs compromís clàssic-gòtic conegut com a Warrant Design. No obstant això, aquest disseny, anomenat així per l'ordre reial del 14 de maig de 1675 adjunt als dibuixos, no és el disseny sobre el qual s'havien començat a treballar unes setmanes abans.
La catedral que Wren va començar a construir només tenia una petita semblança amb el Warrant Design. El 1697, el primer servei es va celebrar a la catedral quan Wren tenia 65 anys. Encara no hi havia, però, la cúpula. Finalment, el 1711 la catedral va ser declarada completa, i a Wren se li va pagar la meitat del seu sou que, amb l'esperança d'accelerar el progrés, el Parlament havia retingut durant 14 anys des de 1697. La catedral s'havia construït durant 36 anys sota la seva direcció, i l'única decepció que va tenir sobre la seva obra mestra va ser la cúpula: en contra dels seus desitjos, es va contractar a Thornhill per pintar la cúpula interior amb falsa perspectiva i finalment va autoritzar una balustrada al voltant de la línia del sostre.

### Carrera posterior

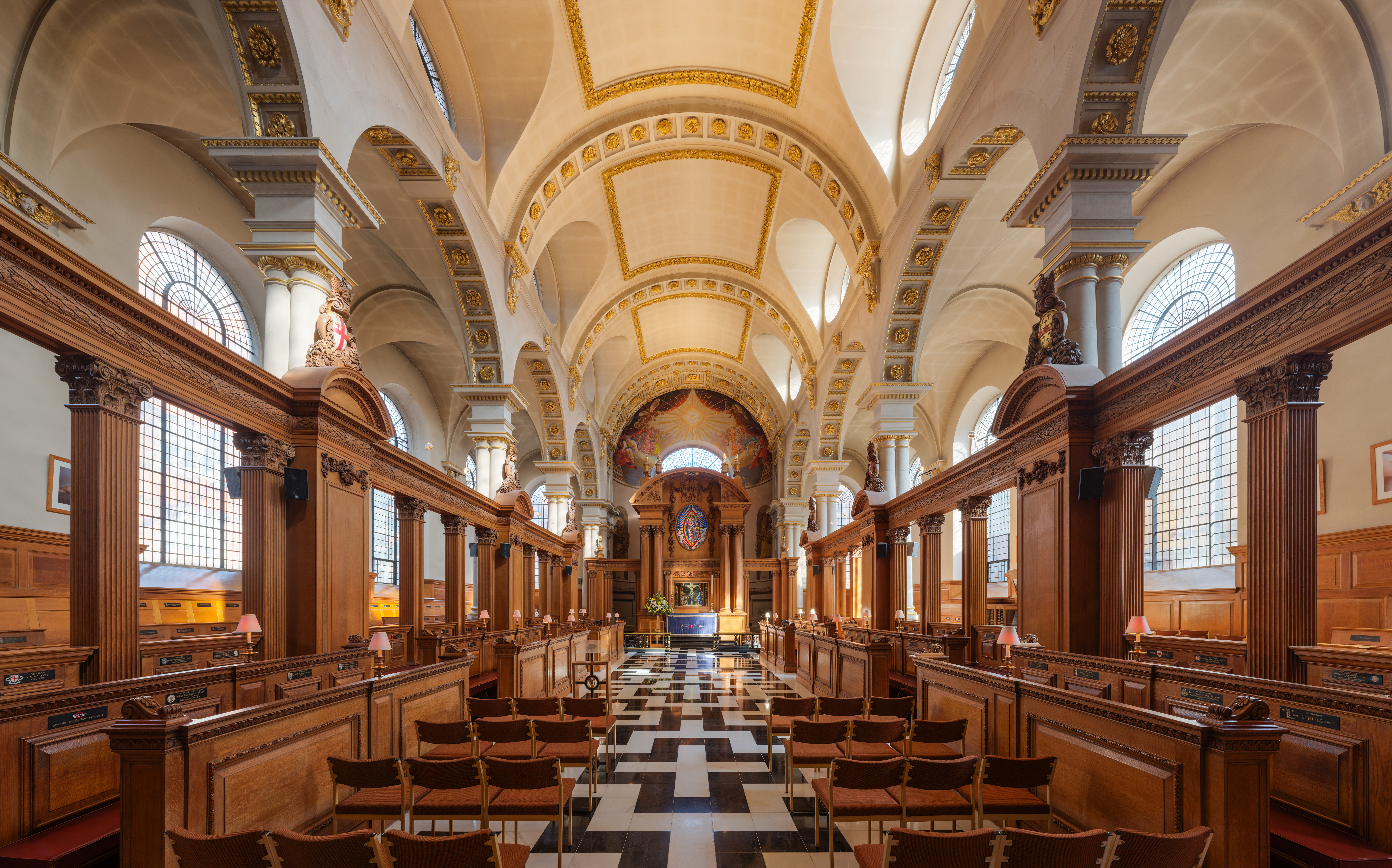
Església de St. Bride (1670–84)

Durant la dècada de 1670, Wren va rebre importants comissions seculars. Entre molts dels seus dissenys notables en aquest moment, el monument (1671–76) que commemora el Gran Incendi també va implicar Robert Hooke, però Wren tenia el control del disseny final, l'Observatori Reial de Greenwich (1675–76), i la Wren Library del Trinity College, Cambridge (1676–84) van ser les més importants.
El 1682, Wren va aconsellar que es retiressin les estàtues originals de les bèsties del rei a la capella de Sant Jordi, a Windsor. Els pinacles es van deixar nus fins al 1925, quan es van instal·lar rèpliques d'estàtues.
Per accident històric, totes les comissions seculars a gran escala de Wren daten de després de la dècada de 1680. Als 50 anys el seu desenvolupament personal, igual que el de l'arquitectura anglesa, estava preparat per a una arquitectura monumental però humana, en la qual les escales de les parts individuals es relacionen tant amb el conjunt com amb les persones que les utilitzaven. El primer gran projecte que va dissenyar Wren, l’Hospital de Chelsea (1682–92), no satisfà del tot la vista en aquest sentit, però va complir el seu encàrrec amb distinció i tal èxit que fins i tot al segle xxi compleix la seva funció original. La reconstrucció de l'habitació del castell de Windsor va destacar per la integració de l'arquitectura, l'escultura i la pintura. Aquesta comissió va estar a càrrec de Hugh May, que va morir el febrer de 1684, abans que s'acabés la construcció; Wren va assumir el seu càrrec i va finalitzar les obres.

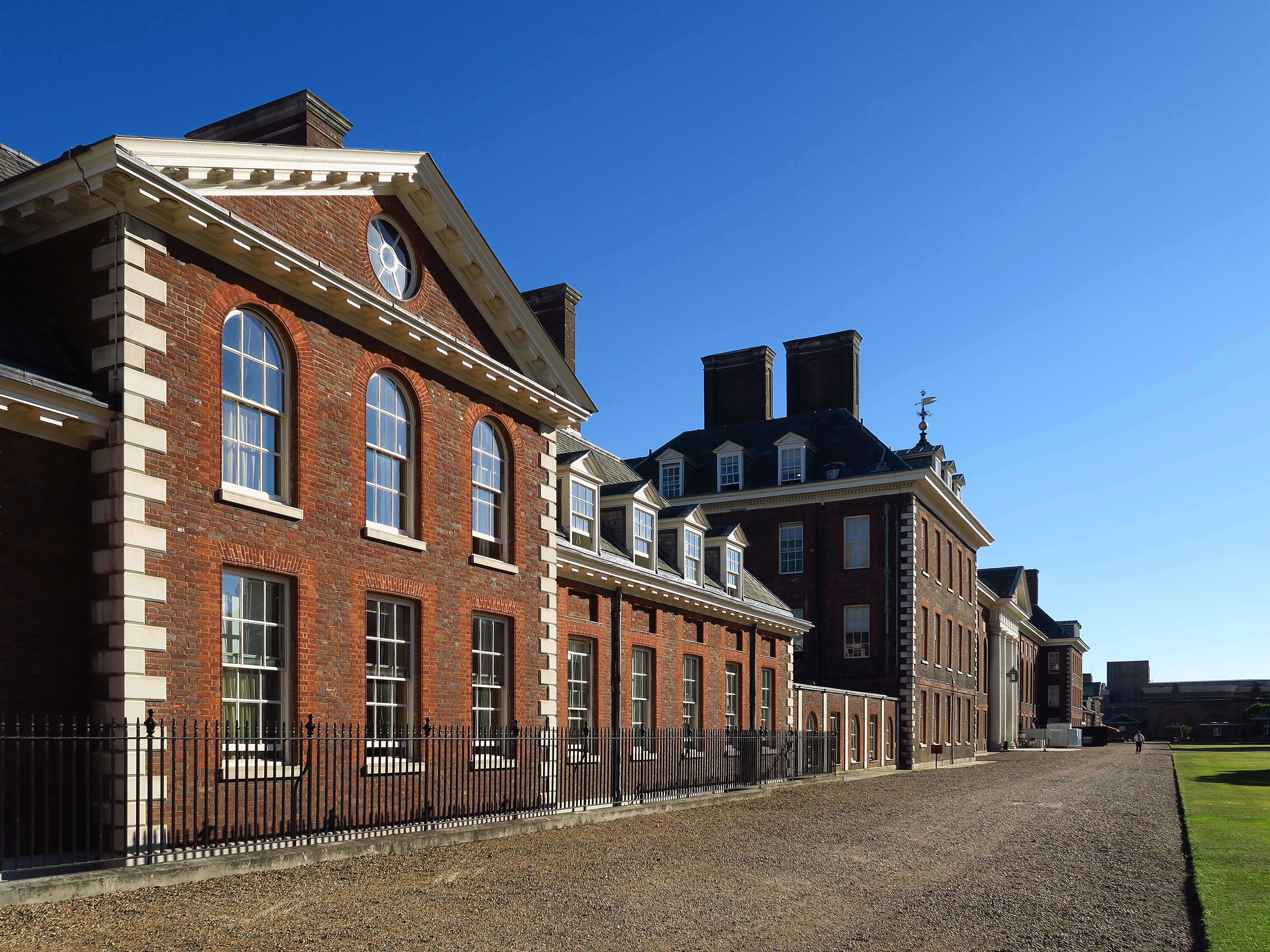
Royal Hospital Chelsea (1682–92)

Entre 1683 i 1685 va estar molt ocupat a dissenyar la casa del rei, Winchester, on Carles II havia esperat passar els seus anys de decadència, però que mai no es va acabar. Quan Wren va prometre que seria complet d'aquí a un any, el Rei, que era conscient de la seva mortalitat, va respondre que un any és un gran moment a la meva vida.

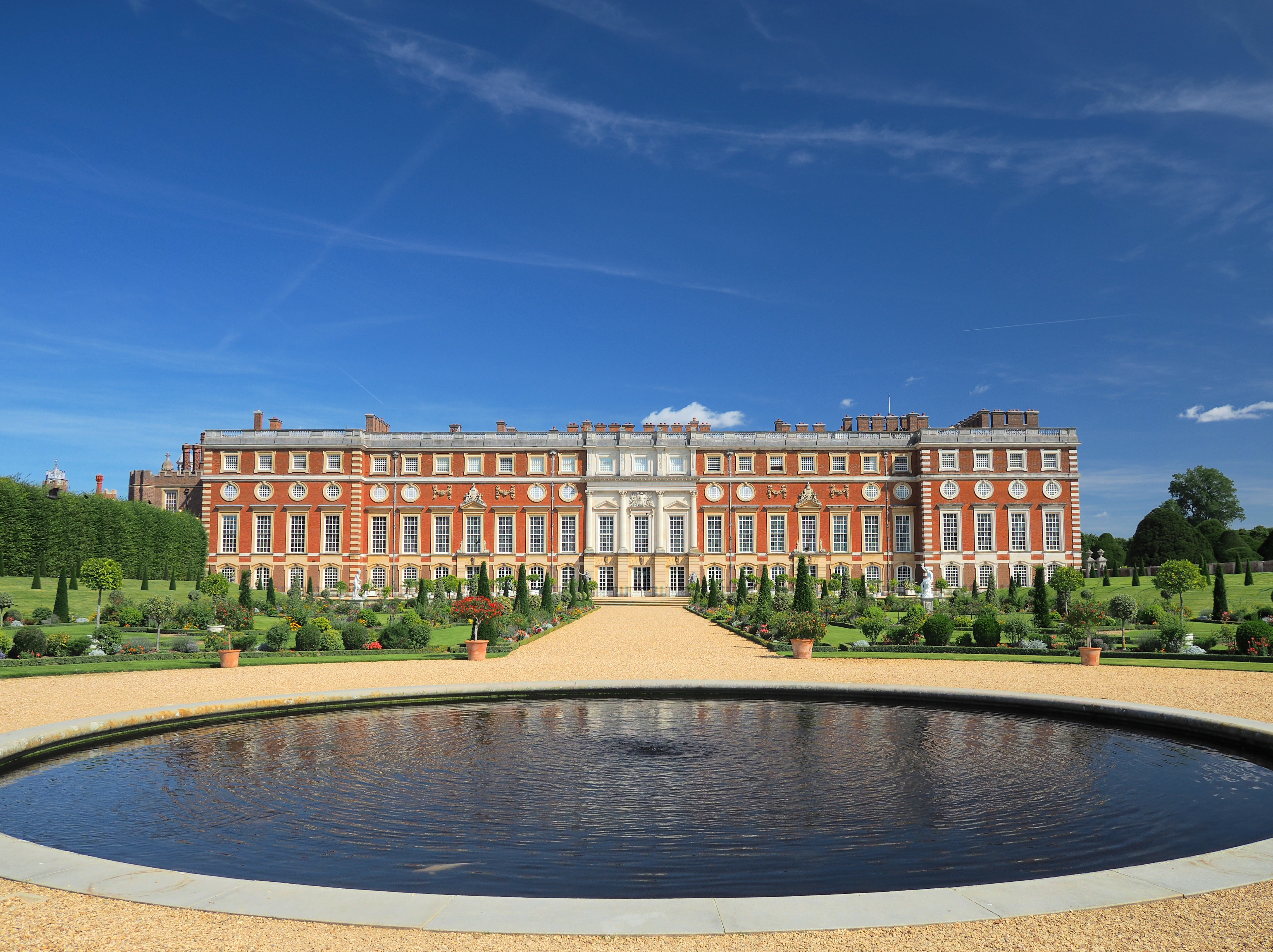
Hampton Court (1689–1702)

Després de la mort de Carles II el 1685, l'atenció de Wren es va dirigir principalment a Whitehall (1685–87). El nou rei, Jaume II, va requerir una nova capella i també va ordenar una nova galeria, una sala del consell i un apartament a la vora del riu per a la reina. Més tard, quan Jaume II va ser destituït del tron, Wren va assumir projectes arquitectònics com el Palau de Kensington (1689–96) i Hampton Court (1689–1700).
L'erecció de l'actual Windsor Guildhall es va començar el 1687, sota la direcció de Sir Thomas Fitz (o Fiddes), però hi ha una història que a la seva mort el 1689, la tasca va ser assumida per Sir Christopher Wren. Es va completar amb un cost de £ 2687 - 1s - 6d. El nou edifici estava recolzat al voltant del seu perímetre per columnes de pedra, proporcionant una zona coberta a sota com a lloc per als mercats de blat de moro.
S'explica àmpliament la història que el Consell municipal va exigir que Wren inserís columnes addicionals dins de l'àrea coberta, per tal de suportar el pes del pesat edifici de dalt; Wren, però, va ser inflexible que no eren necessaris. Finalment, el consistori va insistir i, en el seu moment, es van construir les columnes de suport addicionals, però Wren les va fer una mica curtes, de manera que no toquessin del tot el sostre, demostrant així la seva afirmació que no eren necessàries. No obstant això, hi ha poques evidències que Wren va estar involucrat mai en el disseny o la construcció del Guildhall. Ara es creu que la història va sorgir de les connexions de Wren amb Windsor i que el seu fill, també anomenat Christopher Wren, que va exercir com a membre del Parlament de Windsor, va encarregar l'estàtua del príncep Jordi de Dinamarca el 1713 a l'extrem sud de l'edifici i el seu nom estava gravat a sota. Els pilars probablement es van traslladar al mercat de blat de moro des del costat est de l'edifici quan es va afegir una ampliació el 1829. Els buits de la part superior dels pilars s'omplen ara amb rajoles més petites que els capitells.
Wren no va seguir el seu treball en disseny arquitectònic tan activament com abans de la dècada de 1690, tot i que encara va tenir papers importants en diverses comissions reials. El 1696 va ser nomenat topògraf de l'Hospital Naval de Greenwich, i el 1698 va ser nomenat topògraf de l'abadia de Westminster. Va renunciar a l'anterior paper el 1716, però va mantenir el segon fins a la seva mort, aprovant amb una signatura vacil·lant les revisions de Burlington dels dissenys anteriors de Wren per a la gran Archway of Westminster School.

## Maçoneria
Des d'almenys el segle xvii, la Lògia de l'Antiguitat núm. 2, una de les quatre Lògies Maçòniques fundadores de la Gran Lògia Premier d'Anglaterra el 1717, ha afirmat que Christopher Wren n'havia estat el Mestre al Goose and Gridiron del cementiri de St. Pau. Mentre reconstruïa la catedral, es diu que va ser adoptat el 18 de maig de 1691 (és a dir, acceptat com una mena de membre honorari o patró, més que com a operatiu). El seu maul del segle xvii amb la seva inscripció de 1827 que afirma que va ser utilitzat per Wren per a la primera pedra de St. Pau, pertanyent a la Lògia i exposada a la Biblioteca i Museu de la Maçoneria de Londres, corrobora la història. James Anderson va fer les afirmacions a les seves Constitucions de gran difusió mentre molts dels amics de Wren encara eren vius, però va fer moltes afirmacions molt creatives sobre la història o les llegendes de la maçoneria. També hi ha una clara possibilitat de confusió entre les lògies d'obrers operatius que naturalment podrien haver acollit el cap, i les lògies especulatives o de cavallers que es van posar molt de moda just després de la mort de Wren. Segons els estàndards de la seva època, un cavaller com Wren no s'uniria normalment a un cos d'artesans. Tanmateix, els obrers de la catedral de St Pau haurien buscat, naturalment, el patrocini o interès del seu patró, i durant la vida de Wren hi havia predominantment una lògia de cavallers al Rummer and Grapes, una milla riu amunt a Westminster (on Wren havia anat a l'escola).
L'any 1788, la Lògia de l'Antiguitat va pensar que estaven comprant un retrat de Wren que ara domina la Lògia Sala 10, al mateix edifici que el Museu; però ara s'identifica amb William Talman, no amb Wren. No obstant això, aquest esdeveniment registrat i molts registres antics donen fe del fet que l'Antiguitat pensava que Wren havia estat el seu mestre, en un moment en què encara tenia els seus llibres d'actes dels anys rellevants (que es van perdre per Preston en alguna data posterior al 1778).
L'evidència de si Wren era un maçó especulatiu és el tema de la Prestonian Lecture de 2011, que conclou amb l'evidència de dos obituaris i les memòries d’Aubrey, amb materials de suport, que efectivament va assistir a la reunió tancada el 1691, probablement de la Lògia de l'Antiguitat, però que no hi ha res que suggereixi que va ser mai un Gran Oficial com afirma Anderson.